# Shaïne Cassim
Shaïne Cassim, née le 26 septembre 1966 à Tananarive, est une femme de lettres française spécialisée dans la littérature d'enfance et de jeunesse.

## Biographie
Native de Madagascar, elle arrive en France à l'âge de sept ans. Elle fait des études de lettres.
Ses études terminées, elle conçoit des livres pour enfants puis en 2002, elle publie son premier roman Qui a tué Héloïse Van Hool ?.
En 2006, Shaïne Cassim prend la direction de la collection Wiz chez Albin Michel, puis en 2016, elle rejoint Casterman.
Elle est aussi traductrice depuis l'anglais. Elle a d'abord traduit des romans pour la jeunesse,, mais aussi Le Vice de la lecture d'Edith Wharton.

## Œuvres
- Je voudrais être heureux, Hachette Jeunesse, 1997
- Achille aime Joséphine qui aime Paul (qui n'aime personne), Hachette Jeunesse Vertige "Coup de foudre", 1998
- Le Charme fou des Émilie, Hachette Jeunesse Vertige "Coup de foudre",
- Thomas, les cheveux rouges, Grasset jeunesse, 2000
- Toi + Moi, tome 6 : Félix Delaunay et moi, Pocket Jeunesse, 2000
- Ne pas tout dire, Grasset & Fasquelle "Lampe de poche", 2000
- Un jour, mon prince, Grasset & Fasquelle "Lampe de poche", 2001
- Qui a tué Héloïse Van Hool, Zulma, 2002
- Plus fort que moi, Grasset & Fasquelle "Lampe de poche", 2002
- Lili dans la lune, Grasset & Fasquelle "Lampe de poche", 2003
- Le Quinze de la Rose, Pocket Jeunesse, 2004
- Toi + Moi, tome 35 : Ne pas tout dire, Pocket Jeunesse, 2004
- C'est tout de suite le soir [8], Pocket Jeunesse, 2006
- Deux sœurs en décembre, Thierry Magnier, 2006
- Sa Seigneurie, Flammarion "Tribal", 2010
- Je ne suis pas Eugénie Grandet[9], L'École des loisirs "Médium", 2011
- Jolene, L'École des loisirs "Médium", 2012
- Une saison avec Jane-Esther[10],[11], L'École des loisirs "Médium", 2013
- Camarades[12], L'École des loisirs "Médium", 2016
- Qu'est-ce qu'on fout ici, Gallimard, 2023
- Sunday Morning, Editions de l'Olivier, 2025

## Récompenses
- Prix Goya du premier roman 2002 pour Qui a tué Héloïse Van Hool